# Penthea tigrina
Penthea tigrina är en skalbaggsart som beskrevs av Blackburn 1901. Penthea tigrina ingår i släktet Penthea och familjen långhorningar. Inga underarter finns listade i Catalogue of Life.